# Siemon Reker
Siemon Jan Hendrik (Siemon) Reker (Uithuizen, december 1950) is een voormalig Nederlandse hoogleraar Groninger taal en cultuur aan de Rijksuniversiteit Groningen.

## Leven en werk
Reker werd in Uithuizen geboren als zoon van de gasfitter Frederik Reker en de winkelierster Eltina Cornelia Bouwman. Hij studeerde aanvankelijk theologie, maar schakelde over naar een studie Nederlandse taal- en letterkunde aan de Rijksuniversiteit Groningen.  Hij promoveerde aldaar in 1989. Na zijn studie was hij onder meer werkzaam voor de RONO en later voor Radio Noord. In de noordelijke dagbladen publiceerde hij met regelmaat over de Groninger taal. Per 1 februari 1984 werd hij benoemd tot de eerste streektaalfunctionaris van Nederland. In 2001 werd hij benoemd tot bijzonder hoogleraar aan de Rijksuniversiteit Groningen. Zijn leerstoel wordt gefinancierd door de universiteit en het J.B. Scholtenfonds. In 2016 ging hij met emeritaat. Ter gelegenheid hiervan werd zijn werk  Biografie van het Gronings uitgegeven.
Hij schreef onder meer De mooiste woorden van Groningen  (2005) en het Zakwoordenboek Gronings-Nederlands, Nederlands-Gronings (5e druk in 1998). Na zijn pensioen houdt Reker zich bezig met politieke taal op zijn blog Nomeis.